# 13351 Zibeline
A 13351 Zibeline (ideiglenes jelöléssel 1998 SQ145) a Naprendszer kisbolygóövében található aszteroida. Eric Walter Elst fedezte fel 1998. szeptember 20-án.